# Levon Mnatsakanian
Levon Mnatsakanian, né en 1965, est un homme politique, ministre de la Défense du Haut-Karabagh de 2015 à 2018.

## Biographie
Né en 1965, il participe à la Guerre du Haut-Karabagh. Il est ensuite diplômé de l'Académie militaire de l'État-major général des forces armées de la fédération de Russie.
Il est ministre de la Défense du Haut-Karabagh de 2015 à 2018, avant de devenir directeur du Service d'État d'urgence puis chef de la police en 2019.
Lors de la guerre de 2020 au Haut-Karabagh, il participe à la bataille de Chouchi. Le 29 septembre 2023, après la capitulation du Haut-Karabagh lors de la guerre de 2023 au Haut-Karabagh, les forces de sécurité azerbaïdjanaises arrêtent Levon Mnatsakanian.